# Il frutto proibito (film 1952)
Il frutto proibito (Le Fruit défendu) è un film del 1952 diretto da Henri Verneuil.
Il soggetto è tratto dal romanzo Lettera al mio giudice (1947) di Georges Simenon.

## Trama
Charles Pellegrin è un medico quarantenne che va a esercitare come medico condotto ad Arles. In occasione del suo compleanno, un commensale fa un brindisi esaltando le sue qualità esemplari. Alla fine della serata, Pellegrin rimane solo e ripercorre la sua vita chiedendosi se davvero può essere portata ad esempio: rievoca il giorno in cui è arrivato ad Arles con l'anziana madre e le due figlie dopo essere rimasto vedovo e si rivede dopo qualche tempo con la seconda moglie, Armande, un buon numero di pazienti e una vita ordinata e tranquilla, ma priva di calore e di affetto. Durante un viaggio a Marsiglia incontra la giovane Martine, bella e sensuale, che gli dà finalmente il calore e la comprensione che Armande non ha mai avuto verso di lui. Decide allora di farla venire ad Arles e per lei sacrifica tutto: dovere, famiglia, carriera, reputazione, ma niente si sistema come vorrebbe: dopo un poco la passione si trasforma in gelosia e disperazione, giusto in tempo per non partire definitivamente con lei e decidersi a tornare dalla moglie.